# Józef Borowski
Józef Skarbek-Borowski, herbu Awdaniec (ur. 1849, zm. w 1902) – ziemianin, działacz gospodarczy, kolekcjoner.
Ziemianin, właściciel dóbr w pow. jaworowskim. Członek powiatowej komisji szacunkowej podatku gruntowego w Jaworowie (1874-1883). Członek Rady Powiatowej (1873-1874, 1878-1899) oraz zastępca członka (1874) i członek (1878-1881, 1887-1890) Wydziału Powiatowego  w Jaworowie.
Członek oddziału przemysko-mościcko-jaworskiego (1869-1874) potem oddziału przemysko-mościcko-jaworsko-bireckiego (1877-1896) następnie oddziału jaworskiego (1897-1899) Galicyjskiego Towarzystwa Gospodarskiego. Działacz GTG i członek jego Komitetu (30 czerwca 1881 – 23 czerwca 1889). Członek Wydziału gródecko-jaworskiego Galicyjskiego Towarzystwa Kredytowego Ziemskiego (1883-1899).
Członek Komitetu do spraw chowu koni przy Namiestnictwie Galicyjskim (1883-1893).
Zapisał legat na rzecz Zakładu Narodowego im. Ossolińskich we Lwowie złożony z kilkudziesięciu akwarel i rysunków Juliusza Kossaka, obrazów Antoniego Piotrowskiego, Adama Wadowskiego, Jana Włodkowskiego i wielu innych oraz 75 sztuk zabytkowej polskiej broni. Autor wydanej własnymi środkami książki Juliusz Kossak, Kraków 1900.

## Życie prywatne
Urodził się w rodzinie ziemiańskiej, syn Jakuba Floriana (1804-1859) z trzeciego małżeństwa. Ożenił się w 1890 z Jadwigą z Mańkowskich (1857-1917), mieli córkę Józefę.